# Beckeracris gestuosa
Beckeracris gestuosa är en insektsart som beskrevs av Christiane Amédégnato och Marius Descamps 1979. Beckeracris gestuosa ingår i släktet Beckeracris och familjen gräshoppor. Inga underarter finns listade i Catalogue of Life.